# Thomas Jaenson
Thomas Gustav Tore Jaenson, född 1948 i Göteborg, död 2024 i Uppsala, var en svensk biolog. 
Jaenson disputerade 1978 vid Uppsala universitet på en avhandling, baserad på fältforskning i östra Kenya och på laboratorieexperiment vid The International Centre of Insect Physiology and Ecology (ICIPE) i Nairobi, om tsetseflugan Glossina pallidipes reproduktionsbiologi och ekologi. Efter en period vid IAEAs forskningslaboratorium i Seibersdorf i Österrike blev han docent 1980 och utnämndes 2003 till professor i biologi, särskilt medicinsk entomologi, vid Uppsala universitet. 
Jaensons forskning har huvudsakligen bedrivits i Afrika och i Nordeuropa. Medicinskt betydelsefulla leddjur, främst blodsugande flugor, stickmyggor och fästingar har varit de främsta studieorganismerna. De viktigaste frågeställningarna har gällt att förklara hur olika biotiska och abiotiska faktorer påverkar populationsdynamiken hos de sjukdomsöverförande leddjuren (vektorerna) och epidemiologin hos de vektoröverförda mikroorganismerna. Tonvikten i Jaensons forskning har alltsedan 1980-talets andra hälft varit att förstå de faktorer som påverkar epidemiologin hos de fästingöverförda infektionerna Lyme borrelios och TBE (fästingöverförd hjärninflammation). Jaenson är författare till mer än 160 vetenskapliga publikationer inom ämnet medicinsk entomologi.